# Α-кетоглутарова кислота
α-Кетоглутарова кислота – хімічна органічна сполука, одне з двох можливих кето-похідних глутарової кислоти. Коли вживається загальна назва «кетоглутарова кислота», майже завжди мається на увазі альфа-похідне. β-Кетоглутарова кислота відрізняється від альфа-ізомеру положенням карбонільної функціональної групи і є значно менш поширеною.
Аніон α-кетоглутарової кислоти, що має назву α-кетоглутарат (α-KG, або також оксо-глутарат), відіграє важливу роль у живих організмах. Він є кетокислотою, що утворюється в результаті дезамінування глутамату. Він також є одним з інтермедіатів циклу трикарбонових кислот.

## Біологічна роль

### Цикл трикарбонових кислот
α-Кетоглутарат є ключовою проміжною сполукою в циклі трикарбонових кислот. Він розташований після ізоцитрату і передує сукциніл-CoA. Анаперотичні реакції можуть підживлювати цикл в цьому місці шляхом синтезу α-кетоглутарату через трансамінування глутамату або через дію глутаматдегідрогенази на глутамат.

### Біосинтез амінокислот
Глутамін біосинтезується з глутамату глутамінсинтазою, яка використовує АТФ для перетворення глутамату на глутамілфосфат; цей інтермедіат зазнає нуклеофільної атаки іоном амонію, в результаті чого утворюється глутамін та неорганічний фосфат.

### Транспорт азоту
Кетоглутарова кислота також бере участь у метаболізмі азоту. Вона реагує з азотвісними сполуками, що утворюються в клітині, запобігаючи таким чином перенасичення клітин цими сполуками.
α-Кетоглутарат є одним з найважливіших транспортерів азоту в метаболічних шляхах. Аміносполуки приєднуються до нього (шляхом переамінування) та транспортуються в печінку, де вступають в цикл сечовини.
α-Кетоглутарат трансамінується із утворенням збуджуючого нейромедіатора глутамату. Глутамат в свою чергу може бути декарбоксильований (у присутності вітаміну B6) до іншого нейромедіатора — ГАМК.
Відомо що надлишкове утворення амонію та інших похідних азоту спостерігається при вживанні в їжу великої кількості протеїнів, синдромі Рея, цирозі печінки, а також при порушеннях в циклі сечовини.
Кетоглутарова кислота є важливою для детоксифікації амонію, зокрема в головному мозку.

### Косубстрат окиснення
Виступаючи як косубстрат, кетоглутарат бере участь у реакціях окиснення молекулярним киснем.
Молекулярний кисень (O2) окиснює багато речовин в організмі в реакціях, що каталізуються оксигеназами. В багатьох реакціях α-кетоглутарат допомагає процесу як косубстрат, тобто така сполука, що також зазнає окиснення. 
Прикладом такої реакції є окиснення проліну до гідроксипроліну, що є необхідним для утворення колагену.

### Антиоксидант
α-Кетоглутарат знижує рівень перекису водню в культурі клітин.

## Шляхи біосинтезу
- Окиснювальне декарбоксилювання ізоцитрату ізоцитрат-дегідрогеназою;
- окиснювальне дезамінування глутамінової кислоти глутамат дегідрогеназою.
- з галатуронової ксилоти в Agrobacterium tumefaciens.[5]